# Edificio Horizontes
L' Edificio Horizontes est un gratte-ciel de 140 mètres de hauteur construit en Colombie à Carthagène des Indes de 2005 à 2007.
Il abrite 52 logements sur 31 étages.
L'immeuble comprend au 7e étage un important espace de rencontre avec deux piscines, une pour enfants et une pour adultes, un solarium, des bains de vapeur et des espaces de jeux.
A son achèvement en 2007, c'était le plus haut gratte-ciel de Cartagène.
L'architecte est Raimundo Delgado Martínez basé à Cartagène.